# Litteraturåret 1878

## Priser och utmärkelser
- Kungliga priset – Carl David af Wirsén
- Letterstedtska priset för översättningar – Peter August Gödecke för översättningen av Eddan

## Nya böcker

### A – G
- Daisy Miller (sv. Daisy Miller och andra berättelser 1977) av Henry James

### H – N
- Histoire d'un crime 2e partie av Victor Hugo
- Le Pape av Victor Hugo[1]
- Madame André (fr.) av Jean Richepin

### O – Ö
- The Europeans av Henry James
- Thomas Ross av Jonas Lie

## Födda
- 6 januari – Carl Sandburg (död 1967), amerikansk författare av svenskt ursprung.
- 1 april – Carl Sternheim (död 1942, tysk dramatiker och novellist.
- 22 juli – Janusz Korczak (död 1942), polsk läkare, författare och barnpedagog.
- 10 augusti – Alfred Döblin (död 1957), tysk författare av romaner, noveller, dramer, essäer.
- 16 september – Herwarth Walden (död 1941), tysk författare.
- 19 september – Bertel Gripenberg (död 1947), finlandssvensk författare.
- 20 september – Upton Sinclair (död 1968), amerikansk författare.
- 21 september – Albin Neander (död 1928), svensk författare och statistiker.
- 27 november – Paul Leppin (död 1945), tjeckisk författare.

### Fotnoter
1. ↑  ”World Cat”. http://www.worldcat.org/title/pape-victor-hugo-et-leglise/oclc/457145186&referer=brief_results. Läst 13 april 2011.